# Chrysometa distincta
Chrysometa distincta este o specie de păianjeni din genul Chrysometa, familia Tetragnathidae. A fost descrisă pentru prima dată de Bryant, 1940.
Este endemică în Cuba. Conform Catalogue of Life specia Chrysometa distincta nu are subspecii cunoscute.